# Lakeland (Tennessee)
Pour les articles homonymes, voir Lakeland.
Lakeland est une municipalité américaine située dans le comté de Shelby au Tennessee. Lors du recensement de 2010, sa population s’élevait à 12 430 habitants.

## Géographie
Selon le Bureau du recensement des États-Unis, la municipalité s'étend en 2010 sur une superficie de 23,89 milles carrés (61,87 km2), dont 0,42 milles carrés (1,09 km2) d'étendues d'eau. Elle fait partie de la banlieue de Memphis dans le sud-ouest du Tennessee.

## Histoire
Lakeland est fondée dans les années 1960, lors de l'implantation du parc d'attractions Lake Land autour du lac artificiel construit par Louis Garner. Même si le parc ferme dans les années 1970, une communauté résidentielle se développe sur ce territoire aux nombreux lacs et étangs, d'où la ville tire son nom : « Lakeland » signifiant « la terre des lacs ». Lakeland devient une municipalité en 1977.

## Démographie
La population de Lakeland est estimée à 12 494 habitants au 1er juillet 2016.
Le revenu par habitant était en moyenne de 40 191 dollars par an entre 2012 et 2016, légèrement supérieur à la moyenne du Tennessee (26 019 dollars) et de la moyenne nationale (29 829 dollars). Sur cette même période, seuls 3,8 % des habitants de Lakeland vivaient sous le seuil de pauvreté (contre 15,8 % dans l'État et 12,7 % à l'échelle des États-Unis).

## Personnalités
- Sam Moll (1992-), joueur de baseball américain, né à Lakeland.